# Cam Ranh-öböl

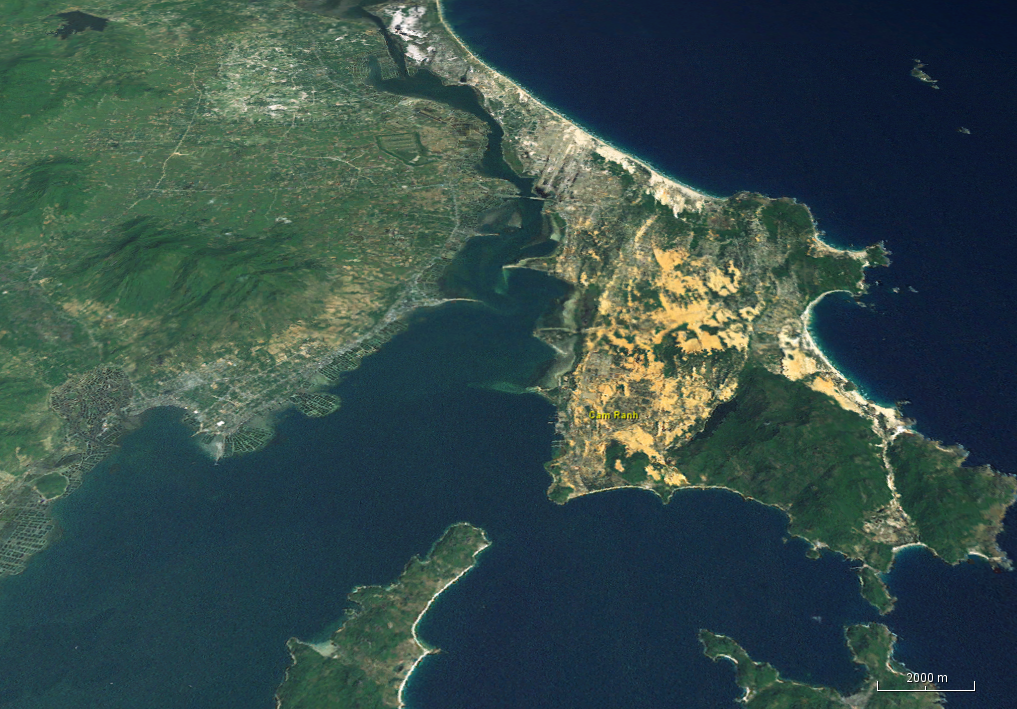
A Cam Ranh-öböl egy Landsat-felvétel és egy magassági modell alapján

A Cam Ranh-öböl (vietnámi nyelven: Vịnh Cam Ranh) egy stratégiai jelentőségű mélyvízi öböl Vietnamban, Khánh Hòa tartomány területén. A Dél-kínai-tenger partján helyezkedik el, Vietnam délkeleti részén, Phan Rang és Nha Trang városok között. Ho Si Minh-várostól (korábbi nevén Saigon) megközelítőleg 290 kilométerre északkeletre található.
A Cam Ranh-öblöt Délkelet-Ázsia egyik legszebb mélyvízi menedékhelyének tartják. A térségben a kontinentális talapzat viszonylagos keskenysége lehetővé teszi, hogy a mélyvíz közel helyezkedjen el a szárazföldhöz, ezzel kiváló feltételeket biztosítva a tengeri közlekedés és hajózás számára.
2011 és 2014 között a vietnami hatóságok orosz szakemberek segítségével modernizálták az öböl infrastruktúráját. Az egykor amerikai, majd szovjet katonai támaszpontként működő területet új haditengerészeti karbantartó és logisztikai központtá alakították, amely külföldi hadihajók számára is elérhetővé vált. Ez a fejlesztés jelentős lépés volt a térség katonai és gazdasági szerepének erősítése érdekében.

## Áttekintés

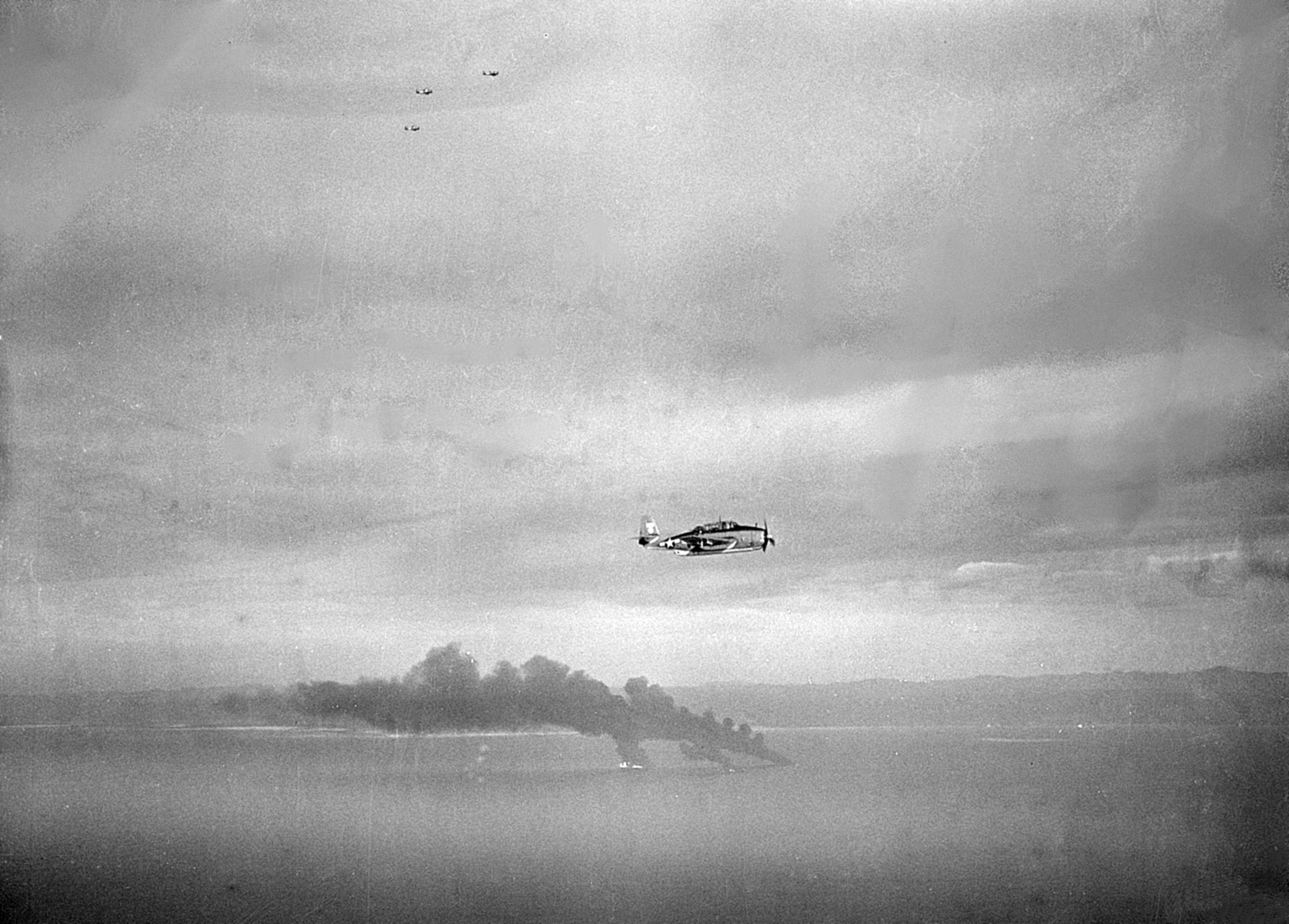
Egy U.S. Navy TBM Avenger elrepül három japán olajhajó mellett, amelyek a Cam Ranh-öbölben égnek, 1945

A Cam Ranh-öbölnek már régóta kiemelkedő katonai jelentősége volt, több nagyhatalom is használta stratégiai célokra. A francia gyarmati időszakban is haditengerészeti támaszpontként szolgált. Az 1905-ös csuzimai csata előtt itt állomásozott Zinovij Petrovics Rozsesztvenszkij admirális vezetésével az Orosz Haditengerészet Balti Flottájának 40 hajóból álló különítménye. Később a Japán Birodalmi Haditengerészet is az öböl térségét használta előkészületi bázisként a brit gyarmatok elleni 1942-es offenzívája során. 1945 januárjában az amerikai haditengerészet egyik harccsoportja megsemmisítette a japán létesítmények nagy részét. 
1964-ben az Egyesült Államok Hetedik Flottájának egységei hidrográfiai és partfelmérési munkákat végeztek az öböl térségében, majd az Egyesült Államok Cam Ranh-t jelentős katonai bázisként építette ki.
Az Egyesült Államok légiereje légibázist is létesített a térségben, amelyet nagy légiszállító műveletekre, valamint taktikai vadászbázisként használtak. A bázis kulcsfontosságú szerepet játszott az amerikai katonák Dél-Vietnamba történő szállításában és onnan való távozásában a 12 hónapos váltások során. Emellett az Egyesült Államok hadserege jelentős kikötői és raktárlétesítményeket működtetett az öbölben.
1972 májusában a Cam Ranh-i létesítményeket az Egyesült Államok átadta a dél-vietnami kormánynak, amely tovább működtette azokat.

## Építés

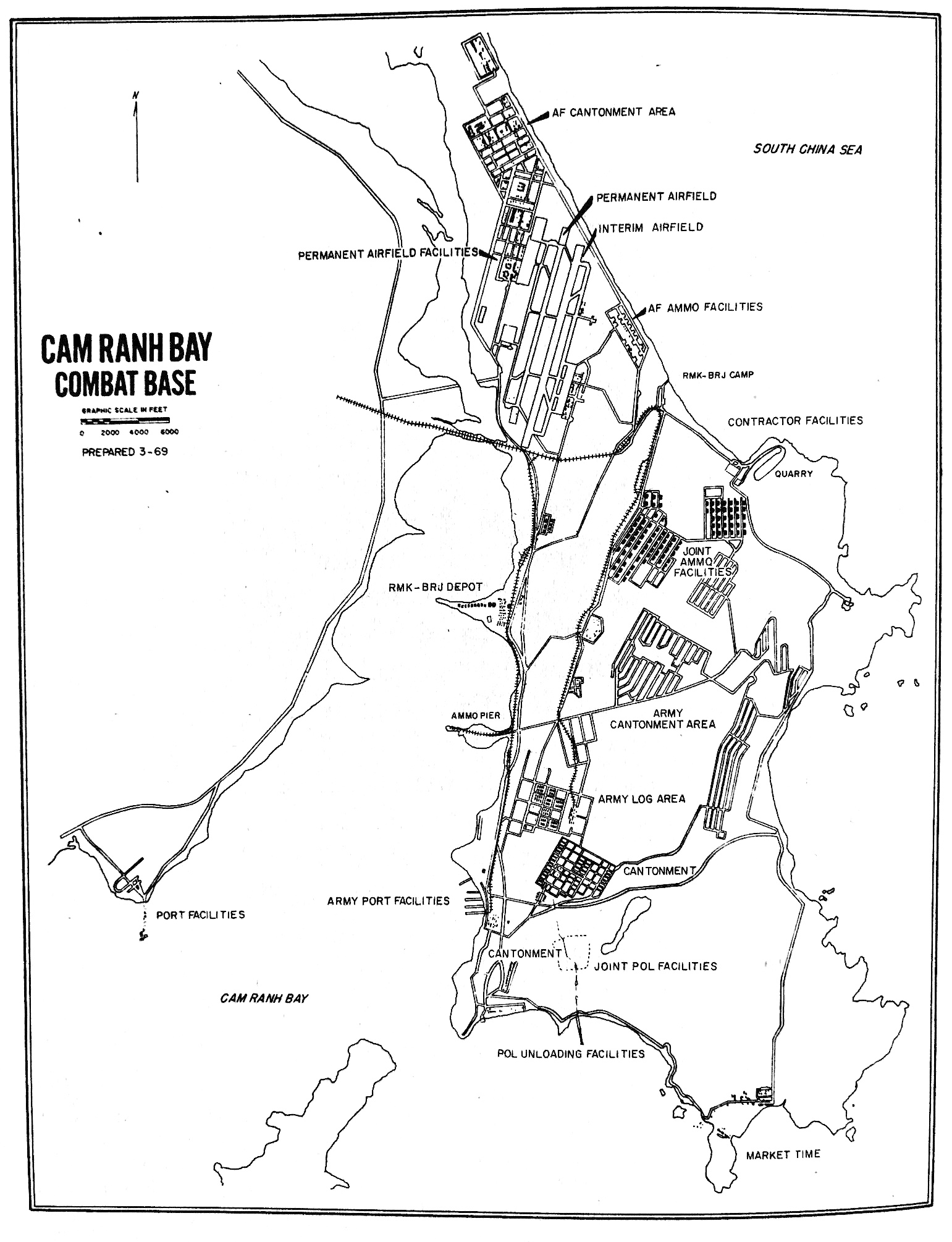
Cam Ranh Bay amerikai katonai létesítmények térképe, 1969, Vietnám

1963-ban Harry D. Felt admirális, az Egyesült Államok csendes-óceáni főparancsnoka (Commander in Chief, Pacific - CINCPAC) felhívta a figyelmet a Cam Ranh-öböl stratégiai jelentőségére, különösen annak természetes mélyvízi adottságaira. Ennek eredményeként az amerikai RMK építőipari konzorcium megbízást kapott egy 350 láb (110 méter) hosszú móló és gát megépítésére, amelyet 1964 közepére fejeztek be .
1965 közepén az Egyesült Államok hadseregének 35. mérnöki építőcsoportja érkezett az öbölhöz, hogy tábort létesítsen és megkezdje a bázis alapvető infrastruktúrájának kiépítését. Az első lépés egy kőbánya megnyitása volt, amelyet egy új út kötött össze a bázissal. Az útépítés során vörös laterit talajt és zúzott gránitot használtak. Ezt követően a már meglévő mólót 600 láb (180 méter) hosszúságúra bővítették, hogy alkalmas legyen mélyvízi teherhajók fogadására. Az év végére a mérnökök felszereléstároló platformokat, üzemanyag-tároló területeket, valamint kikötői létesítményeket hoztak létre .
Ugyanebben az időszakban az amerikai RMK-BRJ építőipari konzorcium és a haditengerészet mérnökei új repülőteret kezdtek építeni. Az elsődleges cél egy ideiglenes, 10 000 láb (3 000 méter) hosszú, aluminium borítású kifutópálya létrehozása volt a sugárhajtású vadászbombázók fogadására. A munkálatokhoz 1800 vietnami munkást alkalmaztak, akiknek jelentős része nő volt. A kifutópálya elkészítése mindössze 50 napot vett igénybe, és 1965. október 16-ánSharp admirális, a CINCPAC parancsnoka helyezte el az utolsó alumínium deszkát.
A repülőtér további bővítése során 1,3 millió négyzetláb (120 000 négyzetméter) teherpályát, repülőtéri létesítményeket, közműveket, étkezési helyeket és 25 000 négyzetláb (2 300 négyzetméter) lakóterületet alakítottak ki az amerikai légierő számára.
1966-ban a kikötő további fejlesztése érdekében négy DeLong mólót telepítettek. Az év elején megkezdték a hadsereg lőszer- és logisztikai létesítményeinek építését, amelyek magukban foglaltak 40 darab, 220 láb (67 méter) hosszú betonlapot a raktárak számára, valamint több mint 122 lőszertárolót. Az építkezés részeként 10 mérföldnyi (16 kilométer) út is készült.
A repülőtér újabb fejlesztései keretében 1966-ban egy 3 000 láb hosszú beton kifutópályát és gurulóutat hoztak létre. Ugyanebben az évben a Market Time hadművelet számára egy tengerészeti bázist építettek a félsziget déli részén, egy mocsaras terület homokkal való feltöltésével .
1966.január 1-jén újabb mólókat létesítettek, valamint további DeLong mólót telepítettek a lőszerraktár területére, hogy biztosítsák a megnövekedett logisztikai igények kielégítését.

## A Cam Ranh-öböl hadsereg általi használata
A vietnámi háború idején a Cam Ranh-öböl az Egyesült Államok hadseregének egyik kulcsfontosságú logisztikai és egészségügyi központjaként működött. Az öböl területén működött a 6. Lábadozó Központ (6th Convalescent Center, 6th CC), amely a sérült katonák kezelését végezte. Azok a sebesült katonák, akik komplex orvosi beavatkozást igényeltek, az Egyesült Államokba kerültek, de a könnyebb sérülésekkel küzdő katonák a 6. CC-ben részesültek további ellátásban és rehabilitációban. A központ célja az volt, hogy a katonák mielőbb visszatérhessenek egységükhöz, amint fizikailag alkalmasak lettek erre.
A „kórtermek” egyszerű, fából készült barakkok voltak, amelyeket a vietnámi háborús körülményekhez alakítottak. Az intenzív osztálynak nevezett részlegek sem hasonlítottak a hagyományos kórházi intenzív osztályokra; itt a betegeket szigorúbban megfigyelték, mielőtt normál kórterembe helyezték volna át őket.
1969.augusztus 7-én, éjfél után nem sokkal, egy vietkong támadás érte a bázist. Az északi peremen keresztül hatoló támadók Satchel-tölteteket dobtak a 6. CC épületeire, megölve két amerikait, megsebesítve 98 másikat, és 19 épületet megrongálva. A vietkong támadók veszteség nélkül vonultak vissza.

### Logisztikai központ
A Cam Ranh Támogató Parancsnokság (Cam Ranh Support Command) felelt az öböl logisztikai és raktározási műveleteiért. 1970 júliusában az engedélyezett létszám 7927 fő volt, ebből 7848 fő volt ténylegesen beosztva. A kikötőt és a teherautó-szállításokat a 124. Szállítási Parancsnokság irányította.
A kikötő öt mólóval rendelkezett:
1. Négy móló általános rakományok számára, köztük egy Sea-Land daruval.
2. Egy különálló móló a lőszerszállítmányok kezelésére.
3. Egy további móló a tartályhajók fogadására szolgált.
1967 novemberében érkezett meg az első Sea-Land hajó az öbölbe, amely kulcsszerepet játszott a konténeres szállítmányok fogadásában. 1970 januárjában a Sea-Land Azalea City hajója hozta az első konténeres lőszerszállítmányt.

### Infrastrukturális fejlesztések
A logisztikai műveleteket az 504. hadsereg lerakata üzemeltette. Az alsó kikötőben horgonyzó „villanyhajók” biztosították a szükséges áramellátást az egész bázis számára. Az 504. hadsereg lőszerraktára különös figyelmet fordított a lőszerek biztonságos tárolására és kezelésére.

## A Cam Ranh-öböl haditengerészeti felhasználása
A Cam Ranh-öböl kulcsszerepet játszott a vietnámi háború során az Egyesült Államok haditengerészetének műveleteiben. 1967 áprilisában létrehozták a Cam Ranh Bay-i amerikai haditengerészeti légi létesítményt, ahol P-2 Neptune és P-3 Orion járőrgépek állomásoztak. A légi járőrözés mellett az öböl a Market Time hadművelet központjává vált, amely a vietkong beszivárgási útvonalainak felderítésére és megakadályozására irányult. Ennek részeként a parti őrség parancsnoksága és személyzete Saigonból Cam Ranh Öbölbe helyezte át főhadiszállását.

### Korai létesítmények és ellátás
Kezdetben a Cam Ranh Bay parti létesítményei korlátozottak voltak, így átmeneti megoldásokat kellett alkalmazni a haditengerészeti egységek támogatására. Az Egyesült Államok hadseregének raktárai biztosították a közös ellátmányokat, míg a Hetedik Flotta könnyű teherhajói, a USS Mark és a USS Brule (AKL-28) a Fülöp-szigeteki Subic Öbölből szállították a haditengerészet speciális igényeinek megfelelő cikkeket. A személyzet étkezését és elszállásolását kezdetben az öbölben horgonyzó APL-55 hajó biztosította. Egy ponton dokkot is telepítettek, hogy a parti őrhajók javítása lehetővé váljon.

### Fejlesztések és önállóság
A Saigoni Haditengerészeti Támogató Tevékenység különítménye, amely Cam Ranh Öbölben működött, fokozatosan fejlesztette a karbantartási, javítási, ellátási, pénzügyi, kommunikációs, szállítási és rekreációs szolgáltatásait. Ahogy a Market Time hadműveletek és parancsnokságok egyre inkább az öböl térségére koncentrálódtak, a bázistámogatási igények is jelentősen növekedtek. Ennek eredményeként a Naval Support Activity Saigon, Detachment Cam Ranh Bay nevét Naval Support Facility, Cam Ranh Bay-re változtatták, ezzel hangsúlyozva a bázis megnövekedett önállóságát és kapacitását.
Az infrastruktúra fejlesztésével a létesítmények képessé váltak a harci egységek megnövekedett igényeinek kielégítésére. A bázison a nagyobb hajójavításokat is el tudták végezni, és a beszivárgás elleni hadműveleti egységek számára többféle ellátmányt szállítottak. A közös szolgálati lőszerraktárban működő haditengerészeti kontingens lőszereket biztosított a parti megfigyelő, folyami járőröző és mozgó folyami erők, valamint a Hetedik Flotta lövegtámogató rombolói és partraszálló hajói számára.

### Átadás a vietnámi erőknek
A Cam Ranh-öböl haditengerészeti létesítményei még azután is működtek, hogy az Egyesült Államok harcoló erői kivonultak Dél-Vietnamból. Azonban 1972 januárja és áprilisa között a Haditengerészeti Légibázis és a Haditengerészeti Távközlési Állomás létesítményeit átadták a Vietnami Köztársaság Haditengerészetének, amely átvette a működésük irányítását.

## Cam Ranh-öböl elfoglalása
1975 kora tavaszára Észak-Vietnam stratégiája egyértelművé vált: teljes mértékben meg kívánta hódítani Dél-Vietnamot. Ennek érdekében kisebb szárazföldi támadások sorozatát indította el, hogy tesztelje az Egyesült Államok esetleges reakcióját. Az amerikai támogatás hiánya Dél-Vietnam számára súlyos következményekkel járt, és lehetőséget teremtett Észak-Vietnam számára a déli erők teljes alávetésére.
A támadások következtében a Középső-fennsík és Dél-Vietnam északi tartományai az észak-vietnami hadsereg kezére kerültek, ami általános pánikot eredményezett. 1975. március 30-ra a Da Nang városában és kikötőjében kitört káosz teljesen felborította a rendet. Az észak-vietnami erők támadást indítottak a Da Nang kikötőjében lévő amerikai hajók ellen, robbantókat küldtek előre, hogy megsemmisítsék a kikötői infrastruktúrát, miközben a menekültek kétségbeesetten próbáltak minden rendelkezésre álló hajóra vagy vízi járműre felszállni.
A kialakult helyzetben kezdetben a Cam Ranh-öblöt jelölték ki a Da Nangból érkező dél-vietnami csapatok és civilek biztonságos menedékeként. Azonban hamarosan az öböl is veszélybe került az észak-vietnami előrenyomulás miatt. 1975. április 1. és 3. között a menekültek nagy része, akik Cam Ranhban szálltak partra, továbbindult délre és nyugatra, például a Sziámi-öbölben található Phú Quốc szigetre. Ezzel egy időben az ARVN (Dél-Vietnami Köztársaság Hadserege) erői kivonultak a Cam Ranh-i létesítményekből, elismerve a bázis védhetetlenségét.
1975. április 3-án az észak-vietnami erők végül elfoglalták a Cam Ranh-öbölt, valamint annak összes katonai létesítményét, megszerezve a térség teljes ellenőrzését.

## Szovjet és orosz haditengerészeti bázis

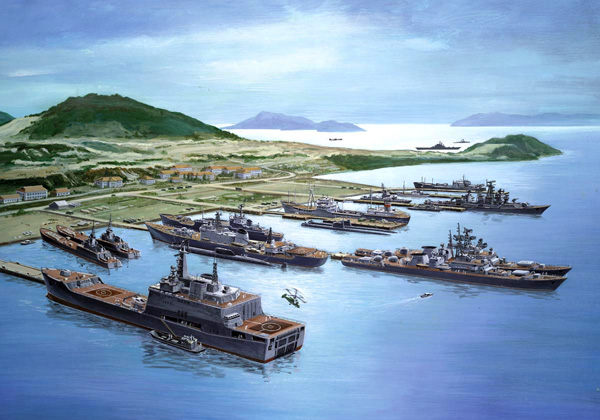
Szovjet Cam Ranh haditengerészeti bázis egy 1985-ös koncepcióban

A Cam Ranh-öböl a hidegháború egyik legfontosabb szovjet haditengerészeti támaszpontjává vált Észak- és Dél-Vietnám 1975-ös egyesítése után. A szovjet csendes-óceáni flotta számára kiemelt stratégiai jelentőséggel bírt, lehetővé téve a régióban megnövekedett katonai jelenlétet és befolyást.

### A szovjet bérlet időszaka

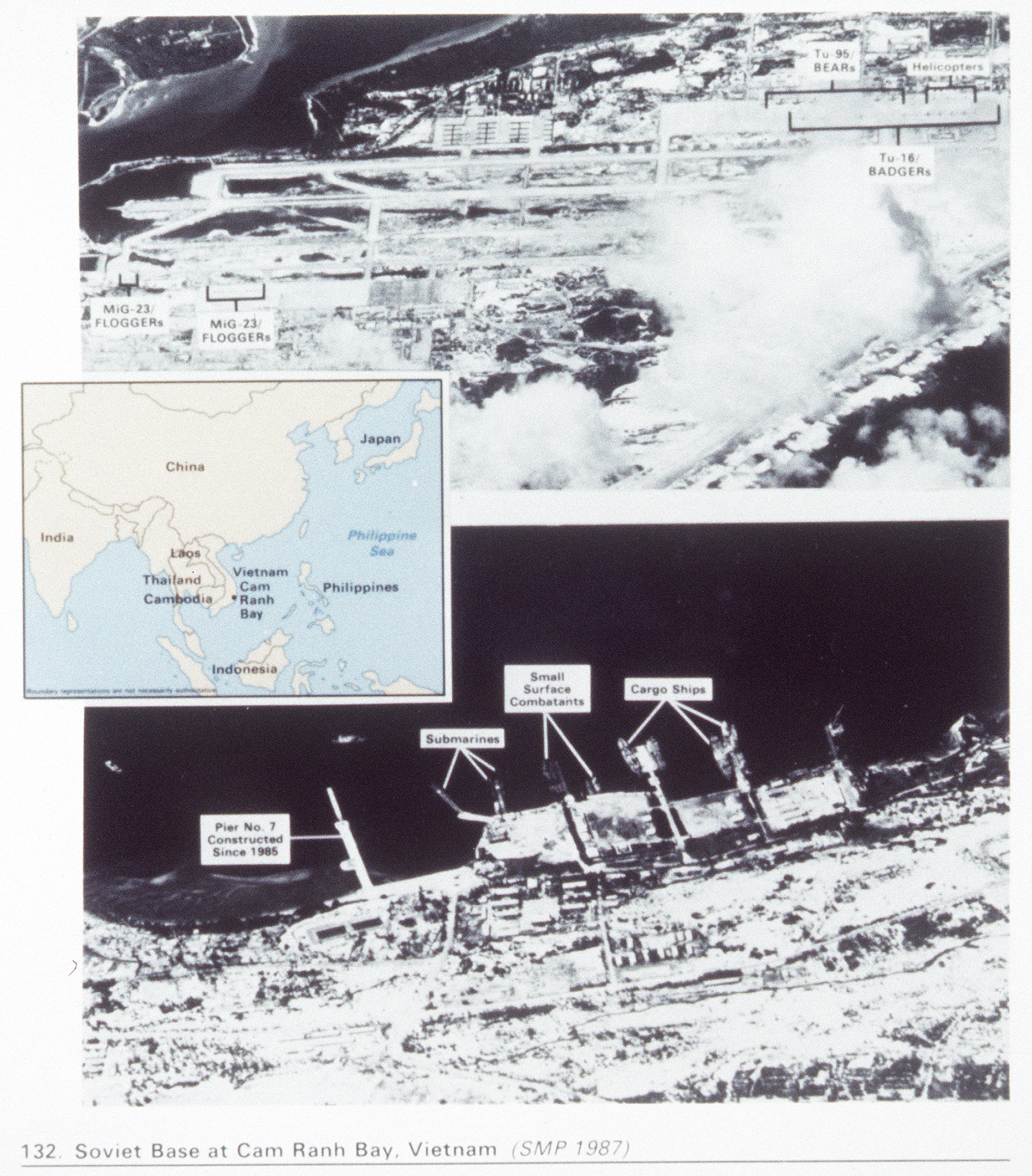
A szovjet bázis 1987-ben

1979-ben a Szovjetunió és Vietnám 25 évre szóló bérleti szerződést kötött a bázis használatáról. A Cam Ranh-öböl a Szovjetunió legnagyobb külföldi haditengerészeti támaszpontjává vált, és meghatározó szerepet játszott a Dél-kínai-tengeren való erővetítésben. 1987-re a bázis területét eredeti méretének négyszeresére bővítették. Az amerikai hírszerzés jelentései szerint a bázison gyakran hajtottak végre látszattámadásokat a Fülöp-szigetek irányába, ami a hidegháborús feszültség erősödését mutatta. Vietnám szempontjából a szovjet jelenlét ellensúlyként szolgált a régióban fenyegető kínai befolyással szemben. Noha mindkét ország hivatalosan tagadta a katonai jelenlétet, a szovjet külügyminiszter, Eduard Sevardnadze már 1988-ban tárgyalt a bázisról való kivonulás lehetőségéről. 1990-re a szovjet haditengerészeti jelenlétet jelentősen csökkentették.

### Az orosz kivonulás
A bérleti szerződés lejárta előtt, 2004-ben, a vietnámi kormány bejelentette, hogy a szerződés lejártával nem kíván megállapodást kötni egyetlen országgal sem a Cam Ranh-öböl katonai célú használatáról. Az orosz kormány 2002. május 2-án formálisan visszaadta a bázist a vietnami kormány teljes ellenőrzése alá, és ezen a napon engedték le utoljára az orosz zászlót. Bár a bázison korábban jelentős katonai műveletek folytak, az utolsó időszakban már csak a lehallgatóállomás maradt aktív.

### Újragondolt kapcsolatok
2016. október 7-én Oroszország jelezte, hogy megfontolja a vietnami haditengerészeti létesítményekhez való visszatérést, azonban 2024-től kezdve a két ország között nem zajlanak tárgyalások ebben az ügyben. A Cam Ranh-öböl így továbbra is kizárólag Vietnám szuverenitása alá tartozik.

## 21. század

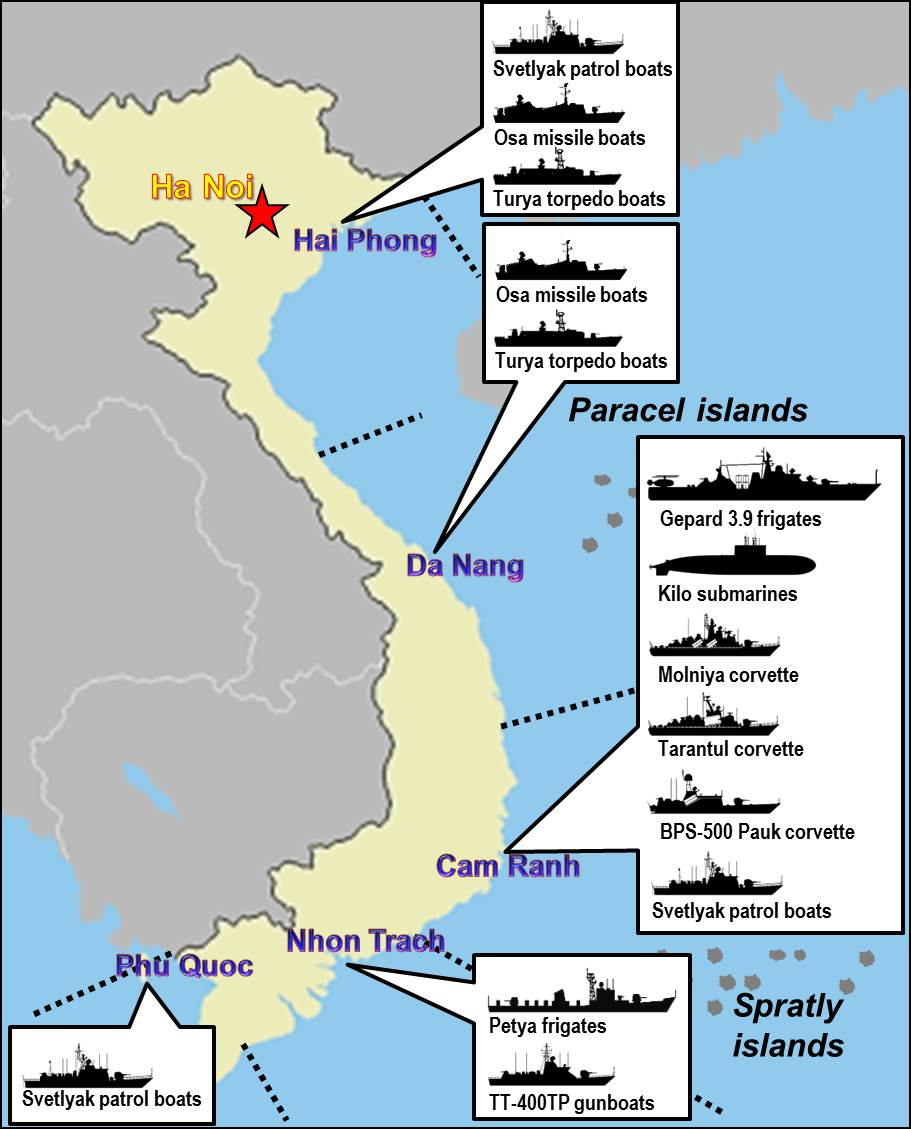
Cam Ranh-öböl, a Vietnami Népi Haditengerészet flottájának fő bázisa napjainkban

A Cam Ranh-öböl a 21. században is kiemelkedő jelentőséggel bír, mind katonai, mind gazdasági szempontból. Az orosz haditengerészet 2002-es kivonulása után az Egyesült Államok és Vietnam tárgyalásokat kezdett az öböl nemzetközi nyitásáról. Nguyen Tan Dung vietnámi miniszterelnök 2010. október 31-én bejelentette, hogy az öböl korszerűsítése után újra megnyitja kapuit a külföldi haditengerészetek előtt. A lépés célja a Dél-kínai-tengeren tapasztalható kínai hatalmi terjeszkedés ellensúlyozása volt. A modernizáció részeként Vietnam orosz tanácsadókat bízott meg új hajójavító létesítmények tervezésével, amelyek külföldi hadihajók számára is hozzáférhetők.

### Nemzetközi együttműködés
Az Egyesült Államok védelmi minisztere, Leon Panetta, 2012 júniusában látogatást tett Cam Ranh Bay-ben, amely az első ilyen magas szintű amerikai látogatás volt a vietnámi háború óta. 2016. október 2-án két amerikai hadihajó, az USS John S. McCain és az USS Frank Cable, 1975 óta először kötött ki az öbölben. Ezek az események a két ország közötti katonai kapcsolatok erősödését jelezték.

### Katonai bázis
2025-ben Cam Ranh továbbra is a Vietnami Népi Haditengerészet egyik fő bázisa. Az öböl ad otthont a 4. regionális parancsnokságnak, a Vietnami Haditengerészeti Légierő főhadiszállásának, valamint Vietnam egyetlen tengeralattjáró-bázisának. Ezek a létesítmények megerősítik az ország védelmi képességeit és stratégiai jelentőségét a Dél-kínai-tenger térségében.

## A Ba Ngoi kikötő
A Cam Ranh-öböl területén található Ba Ngoi Port nemzetközi kereskedelmi kikötő, amely kiváló földrajzi és természeti adottságokkal rendelkezik. A horgonyzási terület mély vize, a szélvédett öböl és a közeli nemzetközi tengeri útvonalak hozzáférhetősége jelentős előnyt biztosít. A kikötő szorosan kapcsolódik a közlekedési infrastruktúrához:
- Cam Ranh nemzetközi repülőtér: kb. 25 km távolságra,
- 1A. számú nemzeti autópálya: kb. 1,5 km-re,
- Nemzeti vasút: kb. 3 km-re.

Ba Ngoi kikötő jelentős szerepet játszik a térség gazdasági életében, különösen a déli Khanh Hoa tartomány és a szomszédos régiók tengeri közlekedésének központjaként.

## Fordítás
- Ez a szócikk részben vagy egészben  a   Cam Ranh Bay című angol Wikipédia-szócikk ezen változatának fordításán alapul.  Az eredeti cikk szerkesztőit annak laptörténete sorolja fel. Ez a jelzés csupán a megfogalmazás eredetét és a szerzői jogokat jelzi, nem szolgál a cikkben szereplő információk forrásmegjelöléseként.